# Shōka

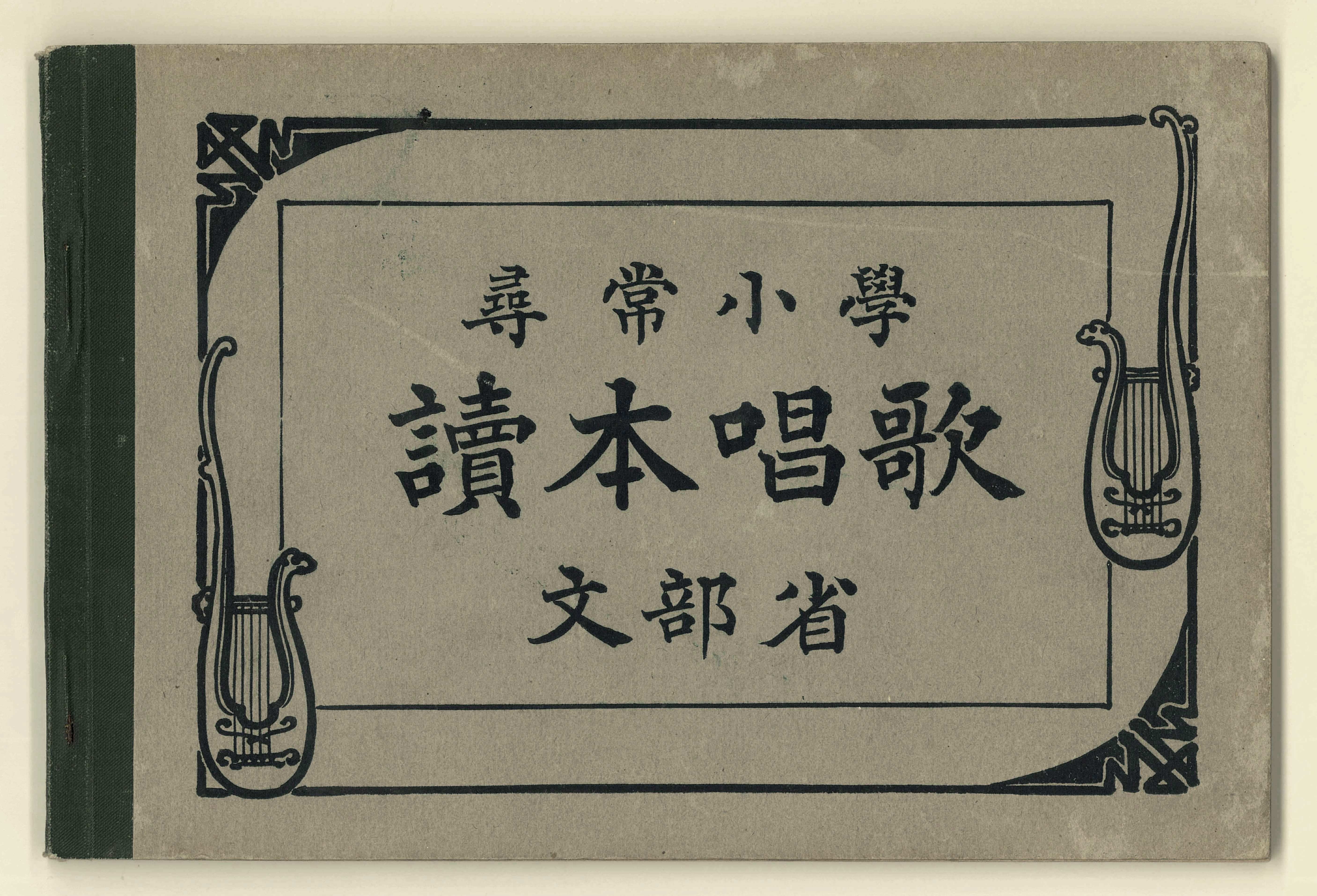
Cancionero japonés para niños, publicado en 1910

Shōka (唱歌?) o Monbushō shōka (文部省唱歌?) es un género de canción japonesa que se enseña y canta habitualmente en las escuelas públicas. Shōka también se refiere a una de las materias que se enseñaban en las escuelas públicas de Japón antes de la Segunda Guerra Mundial. Corresponde a la asignatura de música actual.

## Historia
En 1872, el gobierno Meiji promulgó la primera constitución educativa llamada Gakusei (学制?) y estableció el shōka (唱歌?) como asignatura en las escuelas primarias. Sin embargo, la asignatura no se impartió por falta de material didáctico.
Los músicos de la corte japonesa compusieron la mayor parte de la música para el jardín de infancia, por lo que eran los únicos músicos con conocimientos de música japonesa y occidental. En 1878, compusieron Kazaguruma (Abanicos de viento), encargada por la Escuela Normal de Mujeres de Tokio.
En 1879, el gobierno estableció el Ongaku Torishirabe Gakari (Comité de Investigación Musical), encargado de tomar decisiones sobre la enseñanza de la música en las escuelas públicas. El primer director de dicho comité, Isawa Shūji, propuso mezclar música occidental y oriental para crear una nueva música nacional. El Comité de Investigación Musical investigó la historia y las teorías de varios tipos de música en todo el mundo. En el primer informe del comité, Izawa concluyó que la música occidental y oriental eran similares.
En 1881 se publicó el primer cancionero oficial de shōka (Shōgaku-shōka-shū). Este libro fue principalmente una colección de melodías de música folclórica occidental con letras japonesas y desarrollado con la colaboración del educador japonés Isawa Shūji, el educador musical estadounidense Luther Whiting Mason y un equipo de expertos en idiomas. El cancionero registraba treinta y tres canciones en su primera edición. Sin embargo, solo tres de ellas eran composiciones originales, dos compuestas por el músico de la corte Fujitsune Shiba. El resto de las canciones fueron seleccionadas por el Curso Nacional de Música de Mason y otros libros de texto de música estadounidenses.

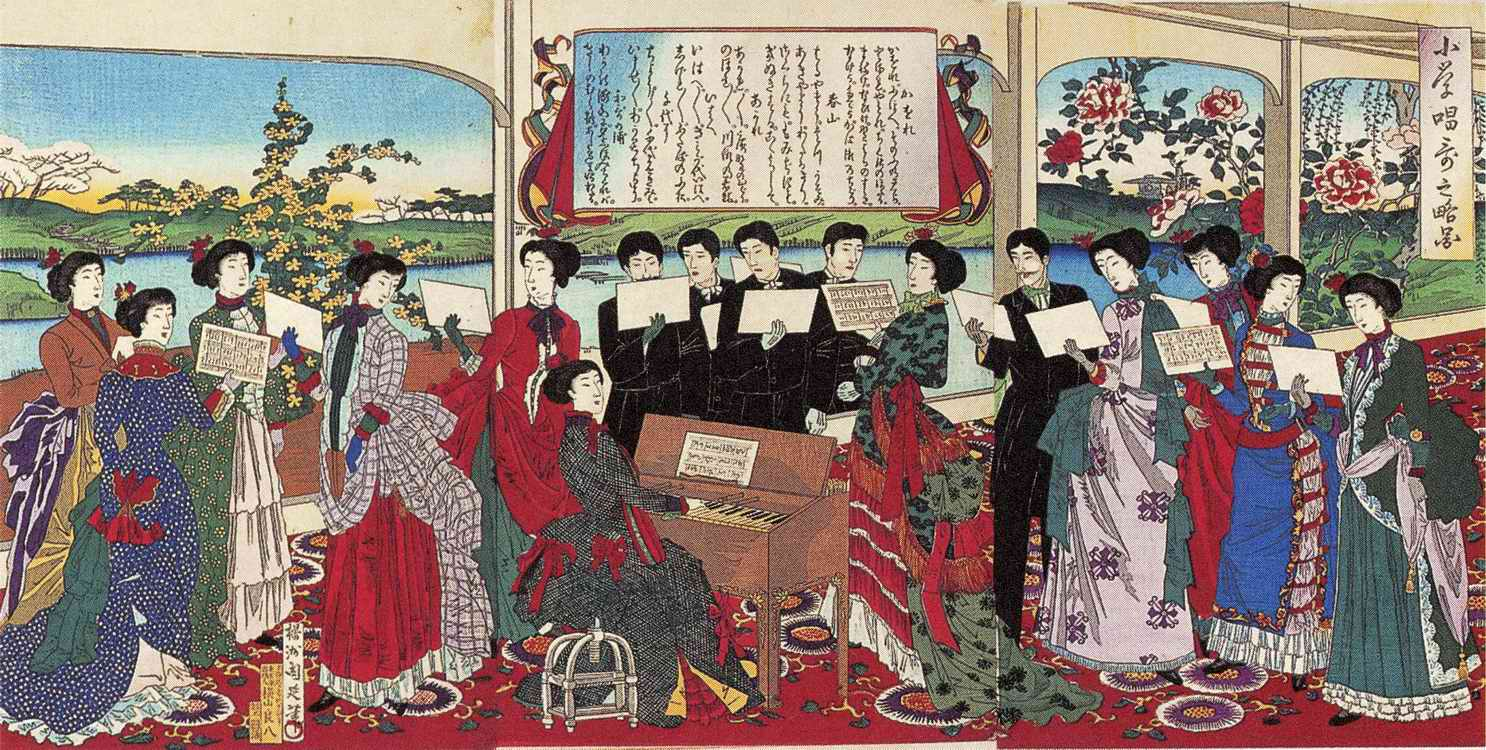
Una breve introducción al canto en la escuela primaria de Zhou Yan (1887)

En 1888, circularon en Japón las primeras colecciones de canciones shōka publicadas de forma privada. El Ministerio de Educación de Japón se dio cuenta de que los cancioneros occidentales eran útiles para unificar e integrar a los ciudadanos de una nación.
En 1890, el Comité de Investigación Musical cambió su nombre a Escuela de Música de Tokio, contrató músicos alemanes y dejó de enseñar música japonesa. Sin embargo, después de la publicación de los Cancioneros de la Escuela Primaria (Shōgaku Shōka Shū) —una serie de cancioneros compilados para la educación escolar por el Comité de Investigación Musical del Ministerio de Educación de Japón— aparecieron libros de texto de música que mezclaban melodías occidentales con textos japoneses para la escuela.
En 1893, el Ministerio de Educación seleccionó ocho cancioneros shōka para las Fiestas Imperiales. En este libro, se prefirieron las canciones con la escala pentatónica japonesa tradicional, en lugar de la escala diatónica occidental. De esta manera, las canciones shōka sonaban más familiares para los japoneses y obtuvieron más popularidad.

## Características
Los compositores solían elegir un texto apropiado y luego componer la melodía, escrita en notación occidental pero con la tonalidad de las escalas Ritsu utilizadas en Gagaku. La música Gagaku fue el modelo para el shōka, ya que se consideraba noble e inofensiva.
En las canciones para las escuelas públicas, los instrumentos japoneses como el koto y el kokyū quedaron relegados y se prefirieron los instrumentos occidentales como el piano y el órgano. Sin embargo, algunos cancioneros incluyeron melodías en escalas japonesas y canciones para shamisen.